# Атморави
Атмора́ви, настоящее имя — Иван Новиков (родился 3 мая 1974 года в 12:30 в Минске) — белорусский музыкант, певец, поэт и композитор.

## Биография
Настоящее имя — Иван Сергеевич Новиков. Родился и вырос в Минске. Музыкой начал заниматься в детстве. Учился в музыкальной школе по классу виолончели, пел в хоре. В начале 90-х закончил минскую математическую гимназию № 50 и поступил в Белорусский государственный университет на филологический факультет, но обучение не окончил. В конце 80-х годов начинает писать свои первые песни.
В 1992 году становится санньясином Ошо.
В 1994 году впервые едет в Индию, где 4 месяца живёт в коммуне Ошо. Играет на гитаре и басу, в основном танцевальную музыку и нью-эйдж. В этот же период получает имя Атморави, означающее «Глубочайшее Солнце» на санскрите.
В 1997 году собирает группу «Аригато». Группа выступает в Минске и Могилёве, записывает несколько любительских альбомов, официально не издававшихся. В 2001 году группа прекращает существование после смерти одного из участников — брата Атморави.
С 2002 года выступает сольно.
Летом 2004 под именем Атморави заканчивает дебютный сольный альбом «Чертополох», который выходит в сентябре того же года. В дальнейшем пишет песни, записывает альбомы, активно выступает с концертами.
В 2006 году получает национальную белорусскую премию «Рок-коронация» как исполнитель года.
В 2015 году вместе с Лалитией (Анной Папиной) и Хушем образует музыкальный проект «Сатгита», в рамках которого исполняется преимущественно музыка для медитаций.

## Оценки
Виталий Артист, фронтмен «Без билета», в 2008 году для «Солидарности» среди заметных музыкантов выделил Атморави, который «подаёт пример непотопляемости».
«Красивый и амбициозный европеец, с сильным материалом, очень личным и отличающимся», — писала об эзотерическом рокере по итогам сборного концерта «Новая акустика» осенью 2007 года Елена «Aresha» Соболевская с портала «LiveSound.by».

## Преподавание
Начиная с 2013 года ведет мастер-классы и дает индивидуальные сессии по раскрытию голоса. В 2017 вместе с Лалитией создает школу раскрытия голоса «Радость Звучания». В начале 2020 года Атморави и Лалития создают онлайн-курс по раскрытию природного голоса на основе практик школы написанных за годы преподавания.

## Личная жизнь
В конце 2007 года стало известно о «тесной духовной связи» автора-исполнителя с певицей Русей, но отношения ограничились лишь выступлениями дуэтом.

## Дискография
- 2004 — Чертополох
- 2005 — Белое золото
- 2006 — На проводе
- 2006 — Романтика
- 2007 — Много согласных[7]
- 2008 — На проводе (ver 2.0)
- 2009 — Неполное счастье (запись квартирника в Боровлянах 29.01.09)
- 2010 — Запасной выход
- 2012 — Путь белых облаков[8]
- 2013 — Проза
- 2015 — Свобода
- 2018 — Право Слово[9]
- 2018 — Воздух в руках